# 擬箭石
擬箭石（學名：Belemnitella）是生存於晚白堊紀的一屬箭石，生活在較淺的海域中，以鉤狀的觸鬚捕捉小動物為食。其化石分布於美國、德國、丹麥和瑞典等地。

## 特徵
擬箭石的鞘為錐狀，朝尖端緩慢縮小，尾部尖突。鞘的前部薄如紙張，容納有很深的中穴。鞘的表面有分叉的淺溝槽網，很可能是生前軟組織中血管的印痕。

## 物種
- Belemnitella bulbosa Meek & Hayden, 1856
- Belemnitella propinqua Moberg, 1885[2]

## 外部連結
- Belemnitella in the Paleobiology Database